# Aqualibi
Aqualibi is een waterpark van het attractiepark Walibi Belgium. Het gaat om een gebouw dat verschillende zwembaden en waterglijbanen herbergt. Dit complex werd geopend op 6 juli 1987. In 2010 bleef Aqualibi een jaar gesloten voor een grote renovatie. In de winter van 2018 sloot het waterpark opnieuw de deuren om uitvoerig gethematiseerd te worden en uit te breiden. Eind augustus 2023 sluit Aqualibi opnieuw de deuren voor bouwwerkzaamheden.

## De zwembaden en glijbanen

### Oude glijbanen
Deze vroegere glijbanen zijn verwijderd tijdens de grote renovatie van 2010, omdat ze versleten waren na 23 jaar gebruik. Er komen nieuwe glijbanen in de plaats.

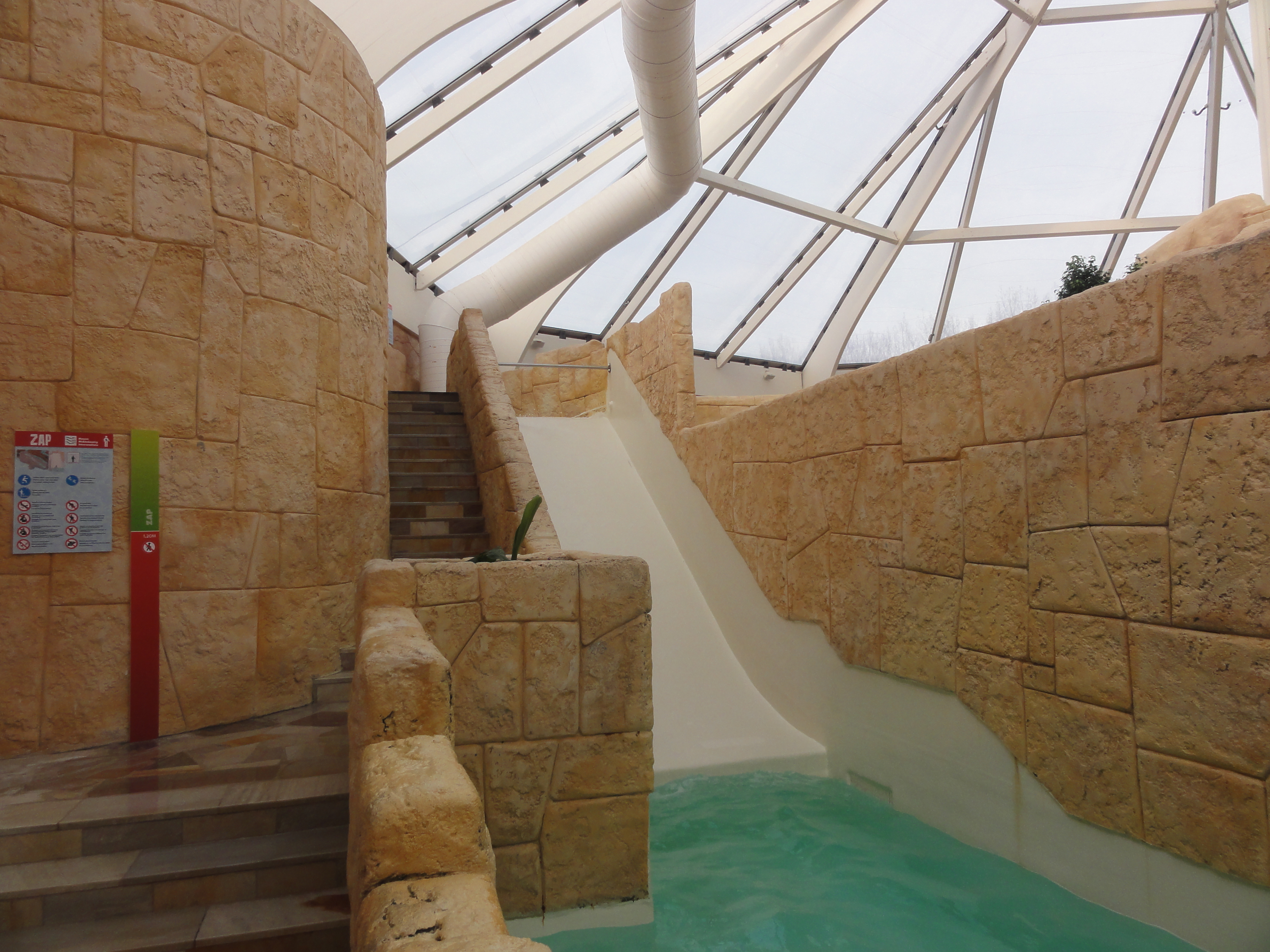
Waterglijbaan Zap (voorheen Tinka)

- De Boa Hydrotube : Een glijbaan van 140 meter lang en met een hoogteverschil van ca. 10 meter. Oorspronkelijk was de Boa Hydrotube lichtgroen, maar begin 2007 werd hij in het geel geschilderd.
- De Boa Black Tube : Een perfecte replica van de Boa, ware het niet dat de bezoeker in absolute duisternis gleed, en dus als een blinde vooruitging. Oorspronkelijk was de Black Tube eveneens donkergroen, maar begin 2007 werd hij in ondoorschijnend oranje geschilderd.
- De Colorado : De bezoeker gleed op een plastic band voor 1 persoon, halverwege het traject splitste de glijbaan zich en gaf de bezoeker de keuze om in een open of een gesloten gedeelte verder af te dalen.
- Tinka : Een vrij brede glijbaan met een geringe hoogte en lengte, maar waarvan de steile helling het mogelijk maakt veel snelheid te maken. Met ca. 2 meter breedte is de Tinka geschikt om met meerdere personen tegelijk af te dalen. Deze glijbaan werd, net als de Rapido en de Laguna Verde, in 1990 toegevoegd aan Aqualibi. De attractie heette vanaf 2010 tot 2023 Zap. De glijbaan werd verwijderd in januari 2023 om plaats te maken voor nieuwe uitbreidingen.[2]

### Zwembaden
- Golfbad : Een zwembad met golven (de sterkste van België) van vier verschillende sterktes. (+/− vijf minuten om het half uur (telkens '15 en '45 minuten na het uur))
- Laguna Verde (Lagoon) : Een bad met een watertemperatuur van 36 °C met jacuzzi's en massagestralen.
- Ontspanningsbad

### Glijbanen
- Rapido : Een wildwaterbaan waar de bezoeker van bassin naar bassin glijdt. Deze baan kan veel personen tegelijk verwerken, er staat zelden een file bij het begin, daar meerdere bezoekers tegelijk kunnen glijden. Het decor is bijzonder verzorgd, en het traject vrij lang, met allerlei leuke toevoegingen, zoals een grot. De attractie is zéér populair en wordt door pretparkfans de beste wildwaterbaan ooit genoemd. Rapido is eveneens een vrij intense wildwaterbaan.
- Flash
- Bi-Bob
- Jet
- Surf
- Xtreme

### Nieuwe glijbanen 2023
- Pomakai
- Wiki Wiki
- Banzai
- Waikiki

Alle toevoegingen werden gebouwd door de Canadese fabrikant ProSlide Technology.

### Kinderzones
- Kiddy Bay
- Mini Beach

## Bezoekersaantallen
| Jaar | Bezoekers     |
| ---- | ------------- |
| 2002 | 189.868       |
| 2003 | 188.280       |
| 2004 | 192.073       |
| 2005 | 188.320       |
| 2006 | 223.449       |
| 2007 | 245.622       |
| 2008 | 276.853       |
| 2009 | 325.684       |
| 2010 | Park gesloten |

## Afbeeldingen

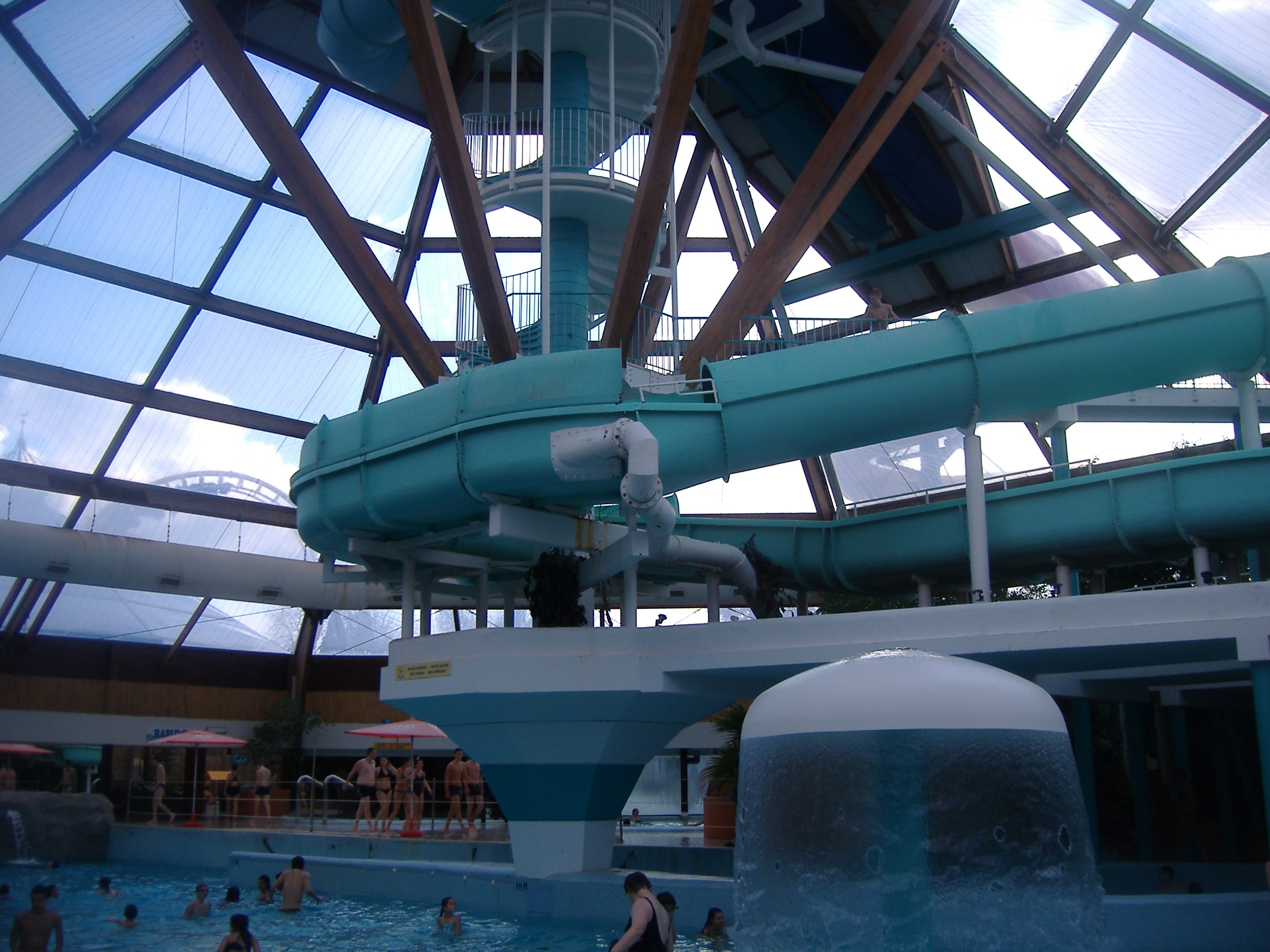
Golfslagbad met de trap naar de Boa's en de Colorado
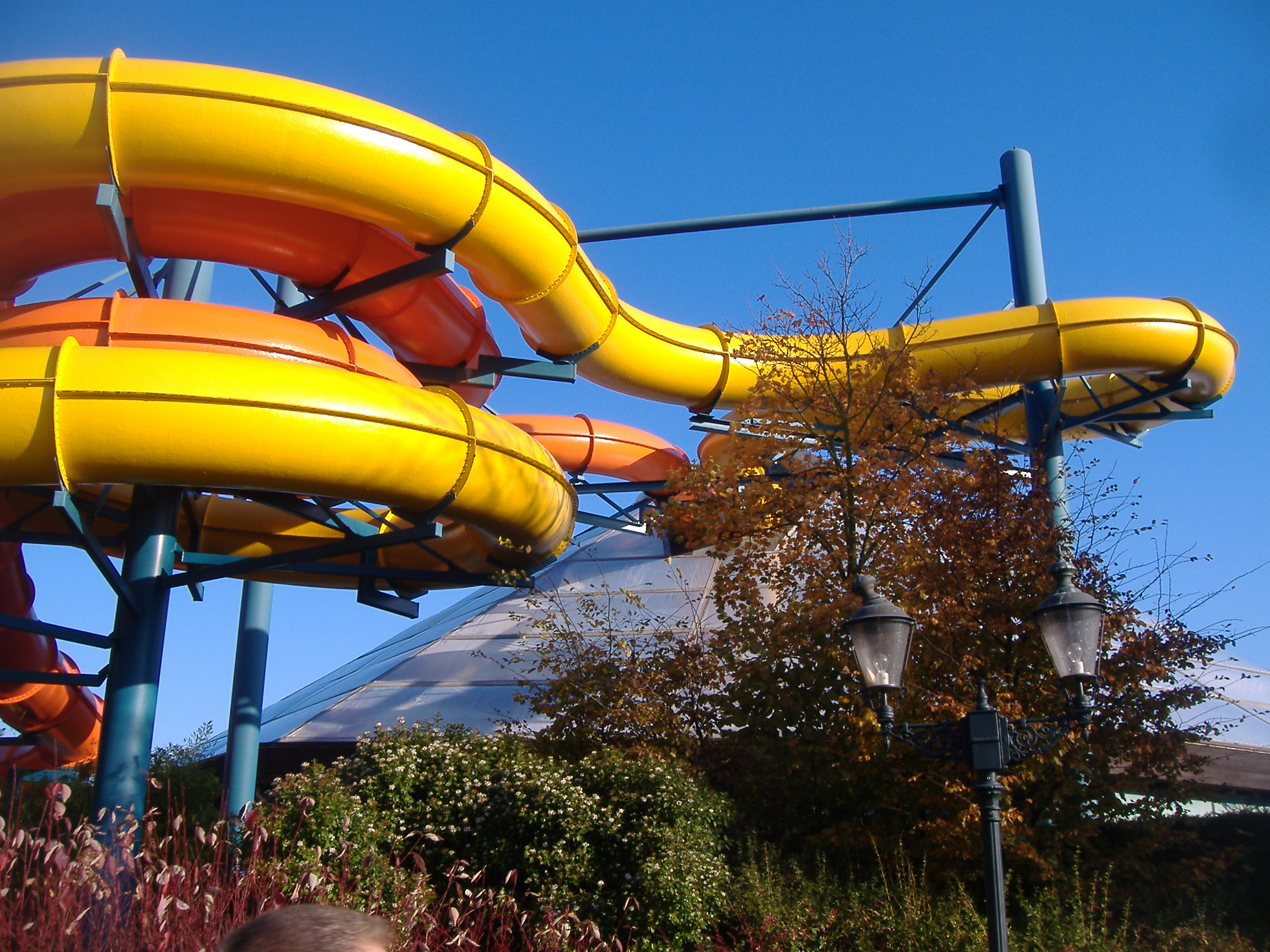
Boa Hydrotube (geel) & Boa Blacktube (oranje)
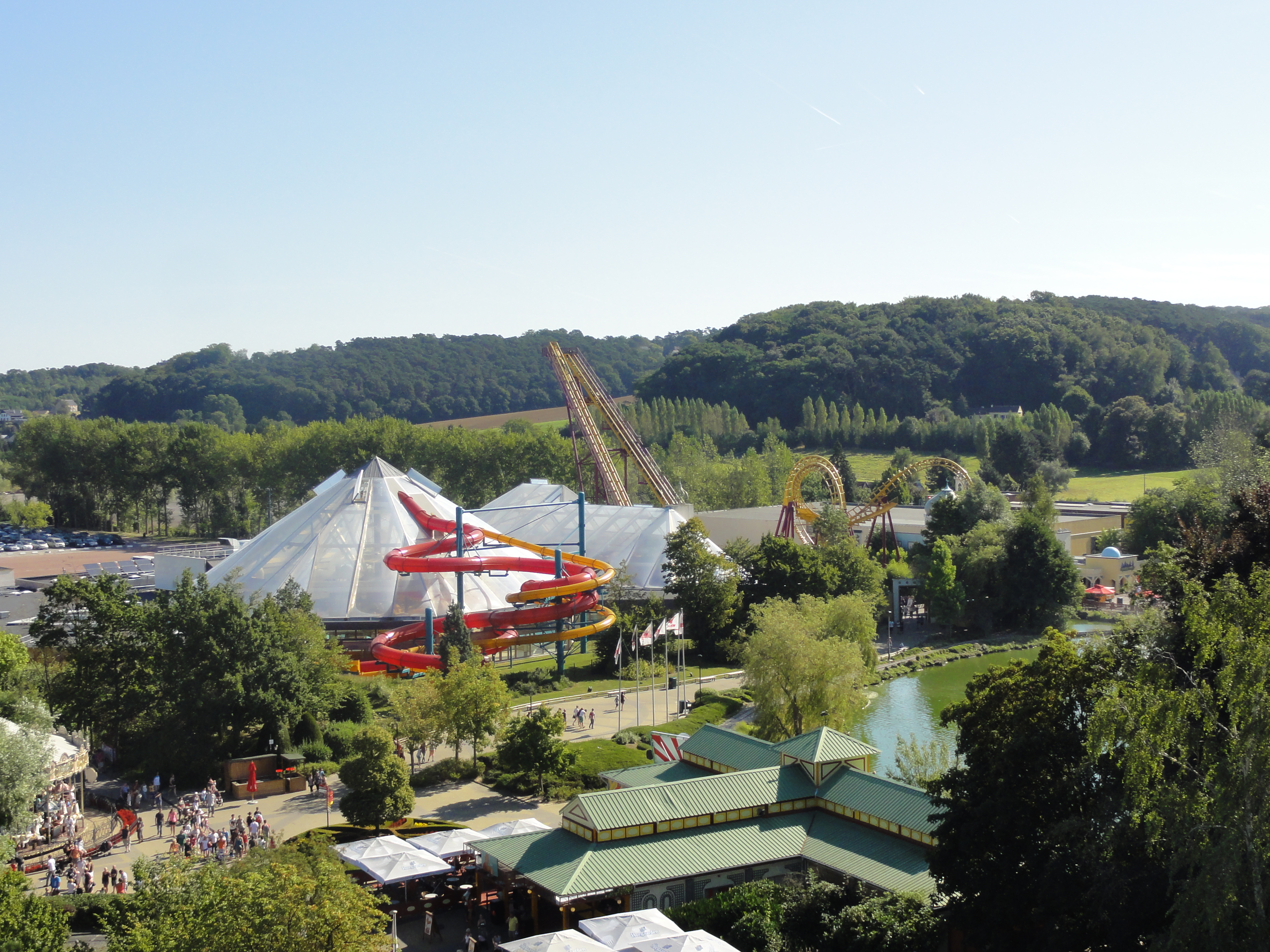
Aqualibi in 2007
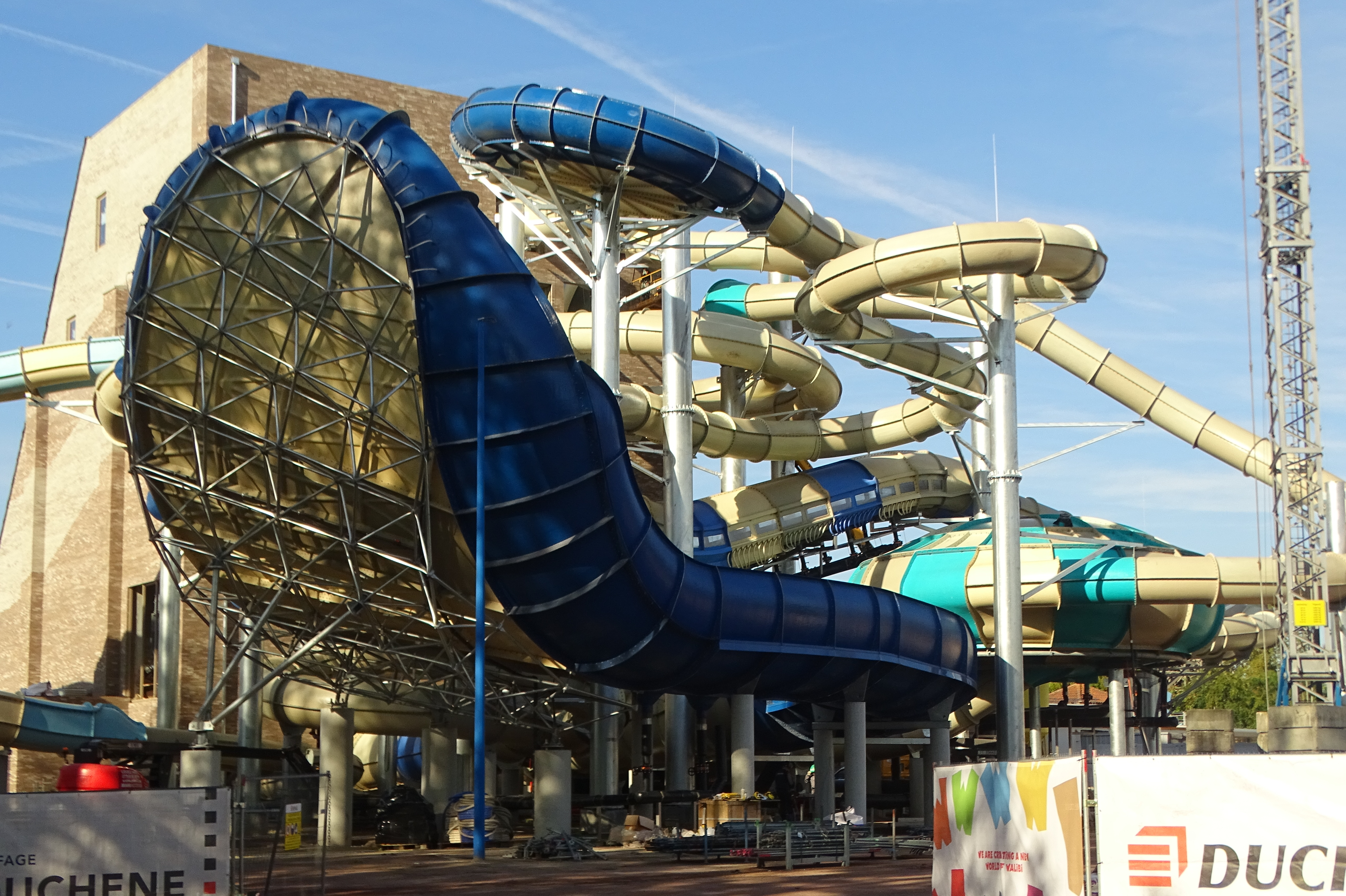